# Яким Якимов
 Тази статия е за учения.  За режисьора вижте Яким Якимов (режисьор).  
Яким Иванов Якимов е български машинен и енергиен инженер и учен – член-кореспондент на БАН, ректор (1960 – 1962) на Машинно-електротехническия институт в София.

## Образование
Завършва специалност „Парни турбини“ в Механичния факултет на Ленинградския политехнически институт през 1931 г. Специализира по „Топлоенергетика“ в Унгария (1953).

## Професионална дейност
- 1931 – 1935: инженер-конструктор в завод „Красный путиловец“, Ленинград
- 1945 – 1945: съветник-референт, Върховен стопански съвет, София
- 1945 – 1948: главен директор, „Гранитоид“ АД, София
- 1948 – 1949: директор, ДИО „Машиностроене“, София

## Преподавателска и научна дейност
Държавна политехника и МЕИ: доцент (1948), професор и ръководител на Катедра „Парни котли и горивна техника“ (1948 – 1965).
Избран за член-кореспондент на БАН през 1961.
Основни области на научна и преподавателска дейност: парни котли, парни и газови турбини, горивна техника, топлосилови централи, кондензационни уредби, автоматично регулиране и автоматизация на топлинни процеси.
Основоположник на системните научни изследвания в България по топлоенергетиката. Инициатор на изследванията на възможностите за изгаряне на нискокачествени горива в страната.
Автор на над 30 публикации в нови за страната научни направления и на 3 учебника. Изобретения: нови конструкции на парни турбини, пригодени за монтиране на ескадрени миноносци (1941 – 1944).
Подпомага създаването на Научно-техническите съюзи в България.

## Управленска дейност
Във висшето образование и науката:
- 1940 – 1945: заместник-директор, началник на конструкторския отдел и главен конструктор, Вечерен котлостроителен институт, Ленинград
- 1951 – 1953: заместник-ректор на Държавната политехника, София
- 1960 – 1962: ректор на Машинно-електротехническия институт, София

## Признание
Проф. Яким Якимов е награден с ордени, медали и други отличия, сред които медал „За отбраната на Ленинград“ (1943).
В негова чест са наименувани:
- Професионална гимназия по енергетика „Професор Яким Якимов“ (бивш техникум) в София;
- улица „Професор Яким Якимов“ в Бургас, между ж.к. „Петко Славейков“ и Северната промишлена зона, на № 1 е Университет „Проф. Асен Златаров“.